# Freiherr-vom-Stein-Allee 14 (Weimar)

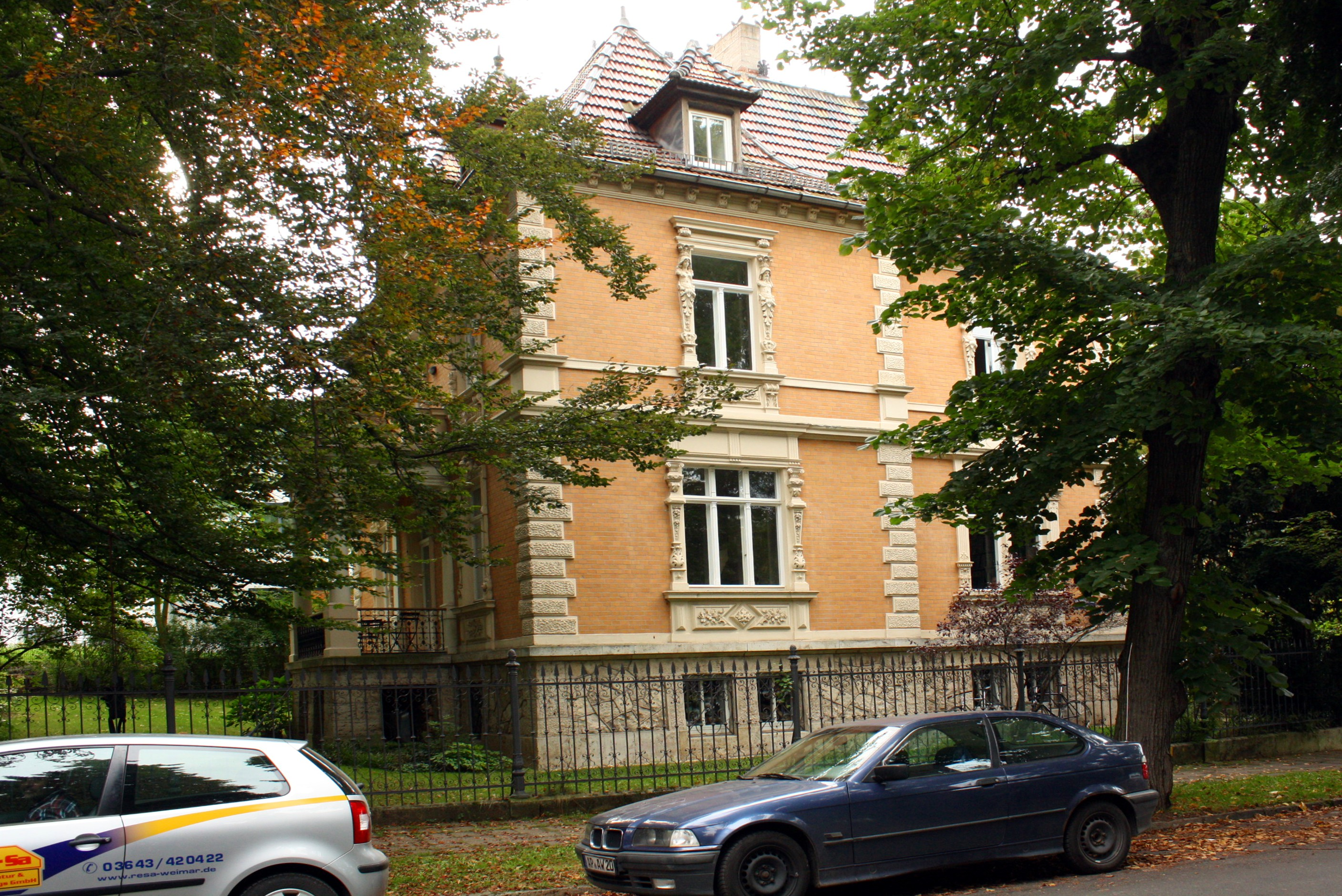
Freiherr-vom-Stein-Allee 14

Das Haus Freiherr-vom-Stein-Allee 14 eine denkmalgeschützte Villa in Weimar im Bereich der Südstadt.

## Geschichte
Ihre Entstehung steht im Zusammenhang mit der südlichen Erweiterung der Stadt Weimar. Die Freiherr-vom-Stein-Allee hieß zur Erbauungszeit des Hauses Carl-Alexander-Allee.
Die Villa im Neurenaissancestil wurde von Karl Paulin 1893/94 im Auftrag der Weimarischen Villenbau- und Terraingesellschaft nach einem Entwurf von Hugo Weiß errichtet. Paulin verewigte sich hier mit einem Monogramm "KP". Im Jahre 1910 wurde der Treppenvorbau um ein Stockwerk erhöht. Der zweigeschossige Klinkerbau ist eines der ältesten Gebäude südlich der Berkaer Straße, besitzt einen schmalen Vorgarten, um dessen Breite er von der Straßenflucht zurückgesetzt ist. Er wurde mit steinernem Keller- und Erdgeschoss und Holzfachwerk mit Vorlagemauerwerk errichtet, was zu der Zeit üblich war. Der Grundriss hat durch die Risalite auf der Ost- und Westseite eine T-förmige Gestalt. Die Verblendung des Sockelbereich ist aus sog. Zyklopenmauerwerk aus Muschelkalk bzw. Travertin, die Außenmauern wurden mit orangefarbenem Klinker verkleidet. Der Hauseingang befindet sich in dem Vorbau an der Nordseite. Die bauzeitliche Ausstattung bzw. Raumgliederung ist vollständig erhalten.